# Josu Landa Goyogana
Josu Landa Goyogana (Caracas, 1953) es un filósofo, poeta, narrador y ensayista de origen venezolano. Su pensamiento filosófico gira en torno a la ética y la literatura. Actualmente es profesor de filosofía en la Facultad de Filosofía y Letras de la Universidad Nacional Autónoma de México, y es miembro del Sistema Nacional de Creadores de Arte. Entre sus obras más destacadas se encuentran Más allá de la palabra, el poemario Treno a la mujer que se fue con el tiempo, el cual recibió el Premio Carlos Pellicer, y la primera novela endógena del exilio vasco, Zarandona.
Tradujo al idioma vasco el poema Piedra de Sol de Octavio Paz.

## Obras

### Ensayo
- Más allá de la palabra (1996)

- Para pensar la crítica de poesía en América Latina (1997)

- Poética (2000)

- De archivos muertos y parques humanos en el planeta de los nimios (2002)

- Aproximación al verso libre en español (2005).

- Nombrar lo que nombra (2006)

- Tanteos (2009)

- Canon City (2010)

- Éticas de crisis: cinismo, epicureísmo, estoicismo (2012)

- El método en Marx (2013)

- Ensayes (2014),

- Maquiavelo: las trampas del poder (2014).

### Poesía
- Bajos Fondos (1988)

- Falasha Falaxa (1992) Edición bilingüe (Español/Vasco)

- Treno a la mujer que se fue con el tiempo (1996)

- La luz en el vano (1996)

- Estros (2003)

- Alisios (2004)

- Y/0. Ensamble (2004)

- Extinsiones (2012)

- La balada de Cioran y otras exhalaciones (2019)

### Novela
- Zarandona (2000)

## Premios y reconocimientos
- Premio Carlos Pellicer, México, 1997

- Orden de Andrés Bello, Venezuela, 1997